# ベッカム郡 (オクラホマ州)
ベッカム郡（英: Beckham County）は、アメリカ合衆国オクラホマ州の西部に位置する郡である。2010年国勢調査での人口は22,119人であり、2000年の19,799人から11.7％増加した。郡庁所在地はセイア市（人口4,375人）であり、同郡で人口最大の都市はエルクシティ市（人口11,693人）である。ベッカム郡は、その全体でエルクシティ小都市圏を構成している。
ベッカム郡はオクラホマが州に昇格した1907年に設立され、当時のケンタッキー州知事で、ケンタッキー州から選挙で選ばれた最初のアメリカ合衆国上院議員だったJ・C・W・ベッカムに因んで名付けられた。1904年2月9日から4月29日の短期間、姉妹郡のケンタッキー州ベッカム郡があったが、州法に従って創設されていなかったためにケンタッキー州控訴裁判所によって解体された。

## 歴史
1819年のアダムズ＝オニス条約に関する議論があった後、アメリカ合衆国とテキサス州両政府は、当時グリア郡として運営されていた150万エーカー (6,100 km²) ほどの領域について領有権を主張した。訴訟が行われ、1896年3月16日にアメリカ合衆国最高裁判所による「アメリカ合衆国対テキサス州」判決で、その管轄権についてアメリカ合衆国に有利な裁定が出された。その地域は5月4日にオクラホマ準州に割り当てられ、オクラホマが州に昇格した1907年にはその一部がベッカム郡の一部になると共にグリアー郡、ハーモン郡、ジャクソン郡に分割された。

## 地理
アメリカ合衆国国勢調査局に拠れば、郡域全面積は904平方マイル (2,341.3 km2)であり、このうち陸地902平方マイル (2,336.2 km2)、水域は2平方マイル (5.2 km2)で水域率は0.26％である。

### 主要高規格道路
- 州間高速道路40号線
- 州間高速道路40号線産業環状道路
- アメリカ国道283号線
- オクラホマ州道6号線
- オクラホマ州道30号線
- オクラホマ州道34号線
- オクラホマ州道55号線
- オクラホマ州道66号線
- オクラホマ州道152号線

### 隣接する郡
- ロジャーミルズ郡 - 北
- カスター郡 - 北東
- ウォシタ郡 - 東
- カイオワ郡 - 南東
- グリアー郡 - 南
- ハーモン郡 - 南西
- コリングズワース郡 (テキサス州) - 西
- ウィーラー郡 (テキサス州) - 北西

## 人口動態

人口ピラミッド

以下は2000年の国勢調査による人口統計データである。
| 基礎データ - 人口: 19,799人 - 世帯数: 7,356 世帯 - 家族数: 5,002 家族 - 人口密度: 8人/km2（22人/mi2） - 住居数: 8,796軒 - 住居密度: 4軒/km2（10軒/mi2） 人種別人口構成 - 白人: 87.05% - アフリカン・アメリカン: 5.55% - ネイティブ・アメリカン: 2.58% - アジア人: 0.41% - 太平洋諸島系: 0.02% - その他の人種: 2.24% - 混血: 2.16% - ヒスパニック・ラテン系: 5.45% 年齢別人口構成 - 18歳未満: 24.1% - 18-24歳: 9.8% - 25-44歳: 29.6% - 45-64歳: 21.1% - 65歳以上: 15.5% - 年齢の中央値: 37歳 - 性比（女性100人あたり男性の人口） - 総人口: 109.6 - 18歳以上: 111.8 | 世帯と家族（対世帯数） - 18歳未満の子供がいる: 32.3% - 結婚・同居している夫婦: 53.8% - 未婚・離婚・死別女性が世帯主: 10.4% - 非家族世帯: 32.0% - 単身世帯: 28.5% - 65歳以上の老人1人暮らし: 13.5% - 平均構成人数 - 世帯: 2.44人 - 家族: 2.99人 収入と家計 - 収入の中央値 - 世帯: 27,402米ドル - 家族: 34,315米ドル - 性別 - 男性: 26,387米ドル - 女性: 18,945米ドル - 人口1人あたり収入: 14,488米ドル - 貧困線以下 - 対人口: 18.2% - 対家族数: 14.3% - 18歳未満: 24.8% - 65歳以上: 9.1% |

## 都市と町
- カーター
- エルクシティ
- エリック
- ヘクスト
- セイア - 郡庁所在地
- テキソーラ